# 月光 Moonlight
月光 Moonlight è un album del compositore cinese Jia Peng Fang. È stato pubblicato nel 2006 dalla Pacific Moon.

## Tracce
1. Winter River - 06:23
2. Moonlight - 04:07
3. Furusato - 04:24
4. Tango of Asia - 04:07
5. Forever - 05:19
6. Mai Kyoku - 05:00
7. What A Beautiful World - 04:22
8. Ripples - 03:42
9. Cherry Blossoms - 05:16
10. Summer of Jiamusi - 04:19